# 12e régiment d'infanterie (États-Unis)
Pour les articles homonymes, voir 12e régiment.

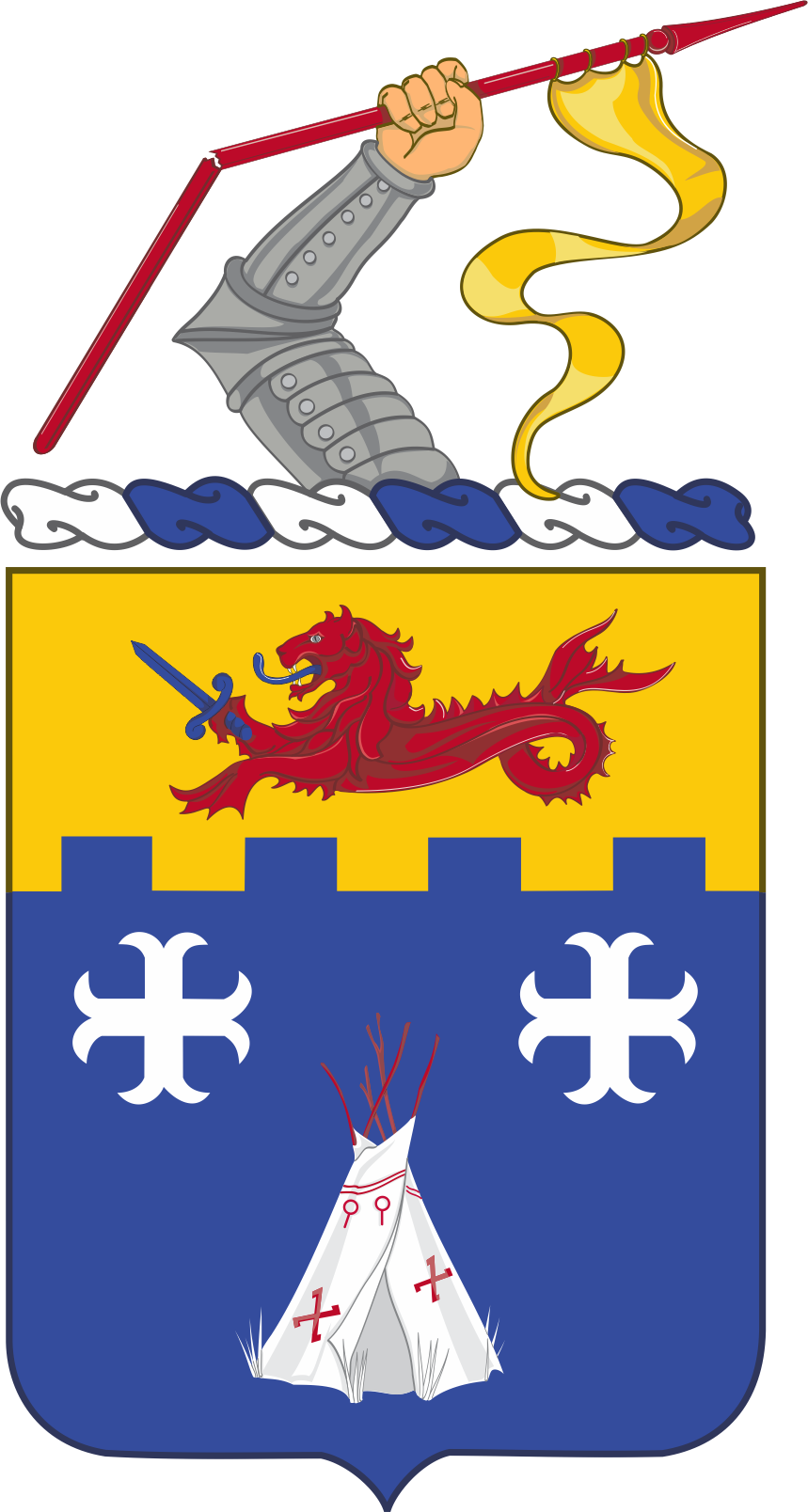
Blason du d'infanterie des États-Unis.

Le 12e régiment d'infanterie des États-Unis (12th United States Infantry Regiment) est un régiment de l'US Army.

## Histoire
Le régiment réside à Fort Carson. Il est appelé "Red Warriors/Lethal Warriors", les guerriers rouge.
Le colonel Thomas Parker est le premier commandant du régiment en 1812 et combat durant la guerre anglo-américaine de 1812 et durant la guerre de Sécession à Fort Sumter en Caroline du Sud.

## Commandant
- Thomas Parker : 1812

## Conflits
- Guerre anglo-américaine de 1812[1]

- Guerre de Sécession
  - bataille de Manassas
  - bataille d'Antietam
  - bataille de Fredericksburg
  - bataille de Chancellorsville
  - bataille de Gettysburg
  - bataille de la Wilderness
  - bataille de Spotsylvania
  - bataille de Cold Harbor
  - siège de Petersburg
  - Virginie 1862 et 1863
- Guerres indiennes 
  - guerre des Modocs
  - Guerre des Bannocks
  - Pine Ridge
- Guerre hispano-américaine
  - Santiago
- Guerre américano-philippine
  - Malolos
  - Tarlac
  - Luzon 1899
- Seconde Guerre mondiale 
  - bataille de Normandie
  - bataille des Ardennes
  - Europe central
- Guerre du Vietnam
- Guerre contre le terrorisme